# Еталон А084 «Тюльпан»
Еталон А084 «Тюльпан» — 9,4-метровий туристичний автобус середнього класу українського виробництва. Автобус виготовлений спеціалістами корпорації «Еталон» і вперше представлений на виставці комерційного транспорту в Ганновері у вересні 2016 року.
Автобус має 37 сидячих місць, кондиціонер, великі багажники і дизельний двигун PACCAR FR152U2 виробництва компанії DAF, що відповідає стандарту Євро-6.

## Модифікації
- Еталон А08420 «Тюльпан»
- Еталон А08430 «Тюльпан»
- Еталон А08432 «Тюльпан»

## Конкуренти
- Стрий Авто А102 «Карпати»
- Ataman А096
- ЗАЗ А10Л І-Ван
- Богдан А401